# Birgit Graschopf
Birgit Graschopf (* 1978 in Wien) ist eine österreichische Künstlerin, bekannt für ihre Wandbelichtungen.

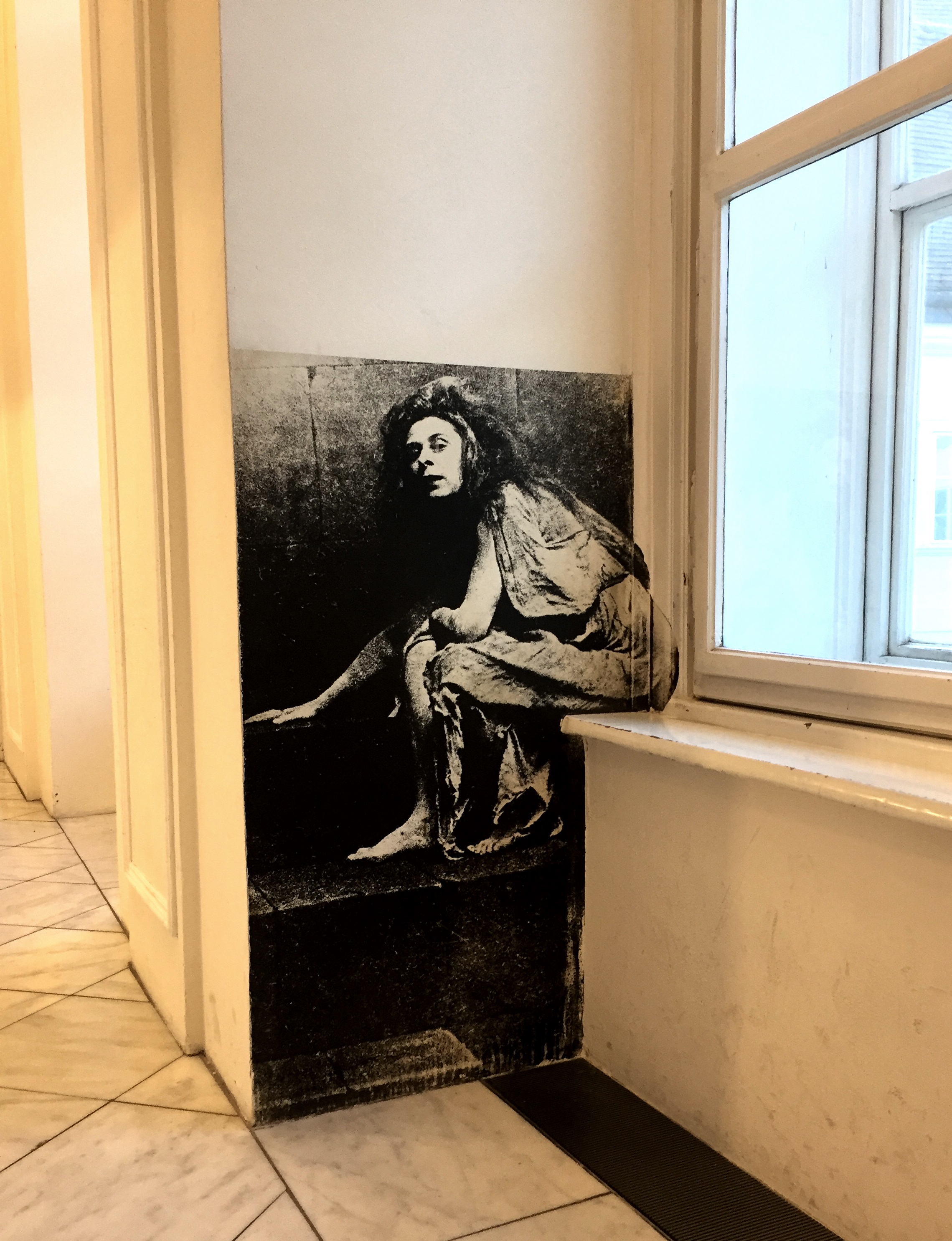
Wandbelichtung „Elektra“ nach Madame d’Ora, 1915, von Birgit Graschopf (2014)

## Leben
Graschopf studierte an der Universität für angewandte Kunst Wien Bildende und Mediale Kunst sowie Fotografie. Sie vertiefte ihr Studium zwischen 2003 und 2004 auf der schwedischen „Högskolan for Fotografi och Film“ in Göteborg. Das Diplom wurde ihr im Jahr 2007 verliehen.
In den Jahren 2007, 2013 und 2016 erhielt sie Gastprofessuren für die Fotografie-Klasse an der Universität für angewandte Kunst Wien und kann auf zahlreiche Performances, Preise, Stipendien, Einzelausstellungen und Ausstellungsbeteiligungen (z. B. die Arbeit „Elektra“ nach Madame d’Ora, 1915/2014, in der Albertina in Wien) verweisen.
Birgit Graschopf lebt und arbeitet in Wien.

## Kunst

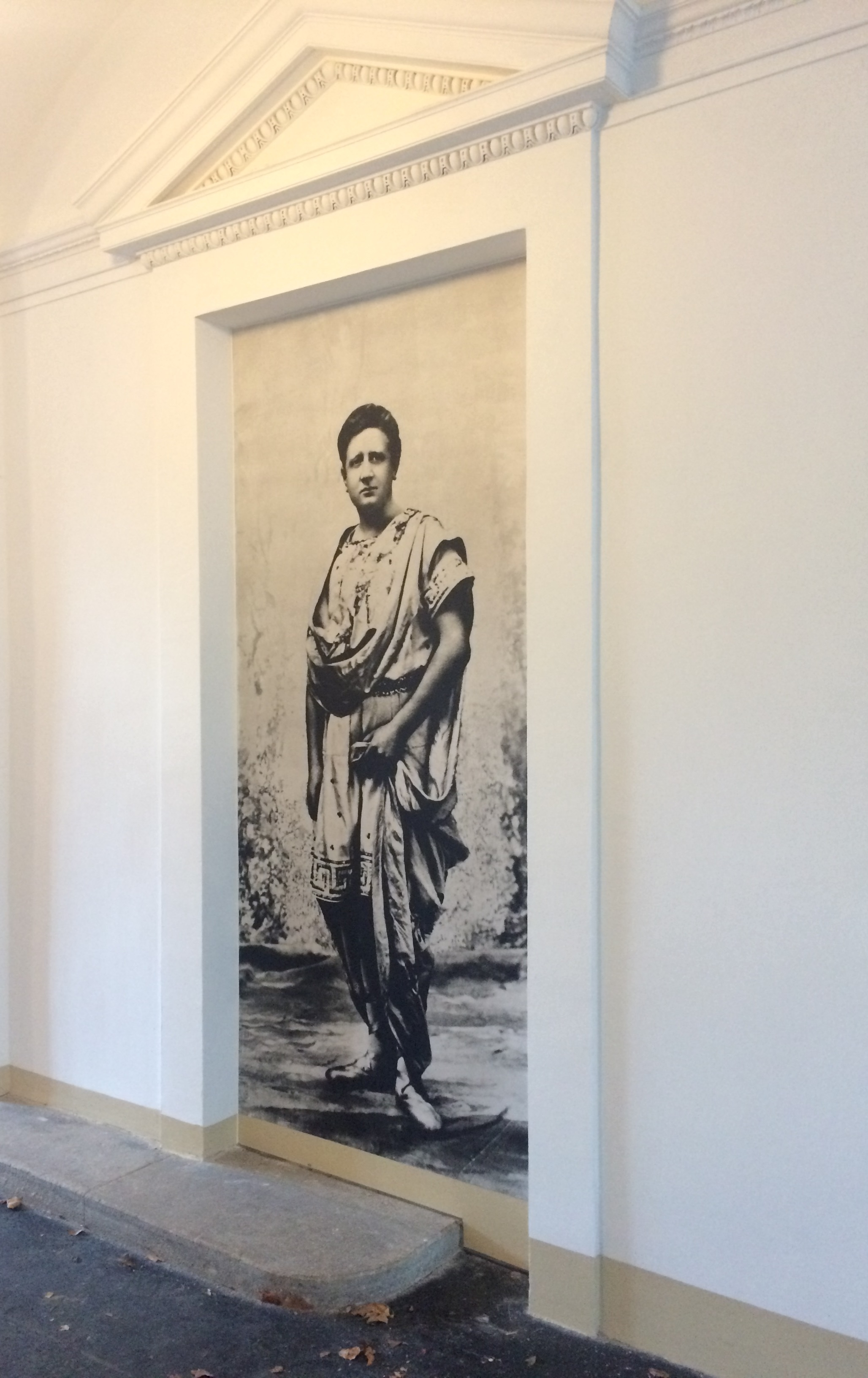
Belichtung von Birgit Graschopf in einem Wiener Privathaus. Dargestellt ist der Schauspieler Carl Pfann (1874–1928).

Bei ihren Wandbelichtungen handelt es sich um Fotografien, die als Bildträger die Wand beziehungsweise den Raum selbst haben, mit dem sie zu verschmelzen scheinen. In ihren installativen, raumbezogenen Arbeiten befasst sie sich stets mit dem bereits Vorhandenen. Zumeist, wie in der „Intervention“ der Albertina aus dem Jahr 2014, bilden kleinformatige Fotografien und Autogrammkarten aus der ersten Hälfte des 20. Jahrhunderts das Ausgangsmaterial für die (über-)lebensgroßen Figuren.
Graschopfs Arbeiten finden sich in diversen österreichischen und internationalen Sammlungen. Neben freien künstlerischen Arbeiten fertigt Graschopf auch Auftragsarbeiten. Für ein Privathaus in Wien schuf sie eine aus vier Teilen bestehende Arbeit, mit Schwarz-Weiß-Belichtungen von Carl Pfann und Maria von Guggenberg-Barska.

## Ausstellungen

### Einzelausstellungen und Performances (Auswahl)
- 2024: Federleicht, SPARK Art Fair, Marx Halle Wien
- 2022: Walls, Interrupted. Vol.2, Museum Siam, Bangkok / Thailand[7]
- 2021: Flechtenkosmos, permanente Wandbelichtung im Haus der Wildnis, Lunz am See / NÖ
- 2021: Walls, Interrupted. Bildraum 01, Wien[8]
- 2019: Exposed, Galerie HAAS & GSCHWANDTNER Salzburg[9]
- 2018: Performing Rooms. Day and Night[10]. Ausstellungsbrücke, St. Pölten
- 2018: The Nocturne of Alicante, BASTEI 10, Marco Simonis, Wien
- 2018: Performative Wandbelichtung im Rahmen der Ausstellung Raum und Fotografie, Museum der Moderne Salzburg
- 2017: Nocturnal, ARCC-Art Gallery Statement auf der Parallel Vienna 2017
- 2017: Häuslichkeiten, KÖR-20 Seconds for Art für INFOSCREEN der Wiener Linien
- 2016: Medusa, Bogliasco Center Gallery, Bogliasco / Italien und NYC / USA
- 2015: Das Packhaus, Videoinstallation, Paradocks, Wien
- 2014: Intervention, Albertina Wien
- 2014: Domesticities, Kapsch Art Screens, Kapsch Head Office Wien
- 2014: Shibari - Ideen brauchen Raum, Image Kampagne der BAI, Wien
- 2013: Particulate Matters, Kunst bei Wittmann, Wittmann Schauraum am Karlsplatz Wien
- 2012: Space Forward, Carbon 12 Gallery, Dubai / UAE
- 2011: Zwischen, Momentum Galerie Wien
- 2010: Ein Schiff Wird Kommen, EIKON Schaufenster/Museumsquartier, Wien
- 2010: Space Shift, Fotoperformance, das weisse haus, Wien
- 2008: Konsumkulturen, Fluc, Wien
- 2007: Der Goldfisch, Uszynska Schaufenster, Wien
- 2006: Cocooning, Diesel New Art Award, Betónsalon im MuseumsQuartier, Wien
- 2004: Graskjöl, Göteborgs Konsthall, Göteborg / Schweden
- 2002: Symbiotic – An Exhibition Of Body Installation, Vorpal Gallery Soho, New York
- 2000: Grasrock, Stadtpark Wien

### Gruppenausstellungen (Auswahl)
- 2024: Terrible Beauty, gmunden.photo 2024, Oberösterreich
- 2023: Versus, Vienna Contemporary, Wien
- 2022: How Soon Is Now?, Structura Galerie, Sofia / Bulgarien
- 2022: Body and Nature, Galerie Rudolf Leeb, Wien
- 2021: Rotlicht Festival, Galerie Kro, Wien
- 2021: Pure Bliss, Galerie Haas & Gschwandtner, Salzburg
- 2020: The Next Episode, Galerie Rudolf Leeb, Wien
- 2020:  Pics from the Gallery Program, Galerie Haas & Gschwandtner, Salzburg
- 2020: collected # 9/#10: NOW, Kunstforum Wien
- 2019: Female - lebt und arbeitet in Wien, Galerie Rudolf Leeb, Wien
- 2018: Chambres D’Amies #3, Seliger, Wien
- 2018: Abstrakt und Figurativ, Sammlung Ed Urban, Waidhofen an der Ybbs, Niederösterreich
- 2018: Wie im Märchen, NöART - Niederösterreich Gesellschaft für Kunst und Kultur, Wanderausstellung in Horn, Hollabrunn, Groß Gerungs, Allentsteig, Kirchberg am Wagram, Laa an der Thaya, Ziersdorf
- 2017: Instant Edition, Parallel Vienna 2017
- 2017: Fotografie aus Österreich, Schlossgalerie Schärding, Oberösterreich
- 2017: Filmfestival am Wasserturm, Volxkino, Wien
- 2016: Changing Views, National Center of Contemporary Art (NCCA), Minsk / Belarus
- 2016: FS1 - Testbild, Austrian Auction Company, Palais Breuner, Wien
- 2016: Come Alive Art Festival, Taipeh / Taiwan;
- 2016: Pop Hits, Palais Breuner, Wien;  Effects, Trumer Gärhallen, Obertrum / Salzburg
- 2015: Parallel / Apartment Draschan, Wien; Private Public Partnership, Max Lust Gallery, Wien; Mujeres Alcanzando La Luz, Casa Museo del Banco Nacional, Panama-Stadt
- 2014: Private View, Atelier Stefan Draschan, Wien; Closer Encounters, Carbon 12 Gallery, Dubai/UAE; Open Art, Summerstage, Wien
- 2013: Zeichnen, Zeichnen, Künstlerhaus Wien; Industrie, OstLicht Galerie, Wien
- 2013: Süsse Lust, Landesausstellung NOE, Museumszentrum Mistelbach, Niederösterreich
- 2012: In Passing 18, Künstlerhaus Passage, Wien
- 2012: Talk To Me, Ve.sch, Verein für Raum und Form in der bildenden Kunst, Wien
- 2012: Happily Ever After, AbsolventInnen-Ausstellung der Fotografieklasse der
- 2012: Universität für Angewandte Kunst Wien, Fotoraum Wien
- 2011: Cycle Of Contemporary Art, Stift Lilienfeld, Niederösterreich
- 2011: Attention, New Space!, FotoK, Wien
- 2011: Cologne Off 2011, International Video Art Festival, Arad Art Museum, Rumänien
- 2010: About Traveling…, Fotogalerie Wien, Wien
- 2010: The Interrupted Image - 5 Ways Of Looking, Nicholas Robinson Gallery, NY/USA
- 2010: Blue Skie’d And Clear, Carbon 12 Gallery, Dubai

## Preise und Stipendien (Auswahl)
- 2019: Walls & Beyond EUNIC Project, Silpakorn University, Bangkok / Thailand
- 2015: Bogliasco Foundation International Fellowship, Bogliasco/Italien
- 2014: Staatsstipendium für künstlerische Fotografie des BMUKK
- 2012: Atelierstipendium Tokio des BMUKK
- 2010: Fotografiepreis Stift Schlierbach
- 2009: Vivatis Award, Startstipendium für künstlerische Fotografie, Atelierstipendium Paris
- 2008: Anni und Heinrich Sussmann Preis
- 2008: Anerkennungspreis für Medienkunst (künstlerische Fotografie) des Landes NÖ
- 2006: Diesel NewArtAward; Artist in Residence (Sign to Eutopia) in Groningen / NL;
- 2006: OttoPrutscherPreis

## Publikationen
- Birgit Graschopf, Sur face depth, Verlag für Moderne Kunst, Wien, 2017, ISBN 978-3-903131-10-1.

## Museen und öffentliche Sammlungen
- Albertina
- Fotomuseum Winterthur
- Museum der Moderne, Salzburg
- Republik Österreich
- Land Niederösterreich
- Stadt Wien
- Ursula Blickle Video Archiv
- Universität für angewandte Kunst Wien